# Attentats de 1985-1986 en France
Les attentats de 1985–1986 en France sont une série d'attaques terroristes qui se sont déroulées entre décembre 1985 et septembre 1986 à Paris et en Île-de-France.

## Contexte
La France refuse d'entériner la domination de fait du Hezbollah sur une partie du Liban, et cherche à jouer des rivalités entre le Hezbollah, l'OLP, le Fatah, les Palestiniens pro-syriens et les Druzes pour bloquer la progression du Hezbollah. L'opposition du Hezbollah à la France va se manifester par plusieurs attentats et prises d'otages, bien qu'il soit difficile d'affirmer qu'il ait existé une stratégie coordonnée.

## Chronologie

### 1984: structuration du réseau
Fouad Ali Saleh, né à Paris, de nationalité tunisienne, est expulsé d'Iran[réf. nécessaire] en 1984 et arrive à Paris. Il rencontre Mohamed Mehdi, membre du Hezbollah libanais, et plusieurs de ses amis. Ce sont eux qui déposeront les explosifs. À côté de ce groupe, plusieurs individus auront un rôle de soutien logistique,.

### Décembre 1985: deux bombes
Les premiers attentats ont lieu au rayon vaisselle du sous-sol des Galeries Lafayette et au rayon parfumerie du rez-de-chaussée du Printemps Haussmann, faisant au total 43 blessés. L'enquête, dirigée par le juge Alain Marsaud, aboutira à la culpabilité du groupe Abou Nidal pour le compte du Hezbollah.

### Févrieretmars 1986
Quatre bombes sont posées à Paris en février 1986 et trois en mars. Ces attentats sont revendiqués par le « Comité de solidarité avec les prisonniers politiques arabes et du Proche-Orient ». Ils sont commis avec des moyens artisanaux et sur la base d'un explosif, le C-4, mélange d'octogène et d'hexogène.
Plusieurs pistes sont  envisagées : milieux chiites iraniens, tunisiens et libanais en France, ainsi que le Koweït peuplé de très nombreux chiites iraniens. Une série d'interpellations est ordonnée le 14 mars. Elle vise de nombreuses personnes appartenant au foyer Ahl El Beit, foyer qui sert de lieu de rendez-vous à l'intégrisme chiite. Mais aucune charge ne peut être retenue contre les personnes interpellées, qui sont libérées et expulsées. Le gouvernement estime qu'il s'agit d'un message du djihad essentiellement lié à la libération des membres de son organisation emprisonnés au Koweït, et dont on vient d'annoncer la condamnation à mort, ainsi qu'une pression supplémentaire sur la France pour qu'elle libère Anis Naccache, puisque le marchandage des otages au Liban ne semble pas suffisant. 
Après les élections législatives du 16 mars, la droite revient au gouvernement et négocie avec l'Iran sans que cela ne stoppe les attentats.
Les attentats sont d'abord attribués par le ministre de l'Intérieur, Charles Pasqua, et par son ministre délégué à la Sécurité, Robert Pandraud, aux Fractions armées révolutionnaires libanaises (FARL), une organisation communiste à laquelle Georges Ibrahim Abdallah avait appartenu. Robert Pandraud reconnait ultérieurement : « Je me suis dit, qu'au fond, mettre en avant la piste Abdallah ne ferait pas de mal, même si ça ne faisait pas de bien. En réalité, nous n'avions alors aucune piste ». L'ensemble de la presse française reprit cette thèse, contribuant à alourdir la condamnation de Georges Ibrahim Abdallah (réclusion à perpétuité). Le juge antiterroriste Alain Marsaud souligne dans ses mémoires intitulés Avant de tout oublier : « il est désormais évident qu'Abdallah fut en partie condamné pour ce qu'il n'avait pas fait ».

### Septembre 1986
Les attentats de septembre 1986, dont celui rue de Rennes, sont les plus meurtriers et prennent de court le gouvernement. On suppose très rapidement qu'il a fallu des soutiens étatiques importants pour cette campagne d'attentats et toutes les pistes redeviennent ouvertes.
Le réseau n'ayant plus d'explosifs, Fouad Saleh est obligé de partir à Beyrouth pour rendre compte de ses actions et pour en recommander.

### Mars 1987: arrestation du groupe Ali Fouad Saleh
Lofti Ben Khala, interpellé en février 1986, se propose de devenir un informateur. Il désigne aux services de polices un groupe d'individus qui habitait un appartement dans le 12e arrondissement de Paris. La direction de la Surveillance du territoire pose des écoutes téléphoniques et des micros et le 21 mars 1987, apprend que les membres du réseau vont déplacer les explosifs stockés dans l'appartement. Les poseurs de bombes sont arrêtés.

### Affaire Gordji
Le juge Gilles Boulouque souhaite entendre Wahid Gordji, l'interlocuteur iranien du gouvernement français dans l'affaire des otages, qui serait lié aux attentats. En juin 1987, Charles Pasqua et Robert Pandraud décident de mettre sous surveillance l'ambassade d'Iran en France. Le 14 juillet, le premier secrétaire de l'ambassade française est arrêté par les Iraniens. Mais entre-temps l'enquête judiciaire s'est poursuivie et les charges retenues contre Gordji s'effondrent une à une : il est impossible de prouver l'implication directe de l'Iran dans les attentats bien que certains indices puissent conduire logiquement à eux.

## Liste des attentats
| Date              | Lieu | Ville        | Morts | Blessés |        |       |
| ----------------- | --- | ------------ | ----- | ------- | ------ | ----- |
| 7 décembre 1985   | Galeries Lafayette Haussmann et Printemps Haussmann                                                                 | Paris        | 0     | 43      | [ 13 ] | [ a ] |
| 3 février 1986    | Galerie marchande de l'hôtel Claridge, avenue des Champs-Élysées                                                    | Paris        | 1     | 8       | [ 5 ]  | [ b ] |
| 3 février 1986    | Toilettes du 3e étage de la Tour Eiffel                                                                             | Paris        | 0     | 0       | [ 5 ]  |       |
| 4 février 1986    | Librairie Gibert Jeune                                                                                              | Paris        | 0     | 5       | [ 5 ]  | [ c ] |
| 5 février 1986    | Magasin Fnac Sport du Forum des Halles                                                                              | Paris        | 0     | 22      | [ 5 ]  | [ d ] |
| 17 mars 1986      | TGV Paris Lyon, train 607, voiture 6                                                                                | Brunoy (91)  | 0     | 9       | [ 6 ]  | [ e ] |
| 20 mars 1986      | Galerie Point Show, avenue des Champs-Élysées                                                                       | Paris        | 2     | 29      | [ 6 ]  | [ f ] |
| 20 mars 1986      | Ligne A du RER, entre les gares d'Auber et Châtelet - Les Halles                                                    | Paris        | 0     | 0       | [ 6 ]  | [ g ] |
| 4 septembre 1986  | Quais RER de la gare de Lyon                                                                                        | Paris        | 0     | 0       | [ 9 ]  |       |
| 8 septembre 1986  | Bureau de poste de l'hôtel de ville de Paris                                                                        | Paris        | 1     | 21      | [ 9 ]  | [ h ] |
| 12 septembre 1986 | Cafétéria Casino aux Quatre Temps, centre commercial de La Défense                                                  | Puteaux (92) | 0     | 54      | [ 9 ]  | [ i ] |
| 14 septembre 1986 | Pub Renault, 53 avenue des Champs-Élysées (engin explosif déplacé dans un sous-sol de la rue Marbeuf où il explose) | Paris        | 2     | 1       | [ 9 ]  | [ j ] |
| 15 septembre 1986 | Service des permis de conduire de la préfecture de police                                                           | Paris        | 1     | 56      | [ 9 ]  | [ k ] |
| 17 septembre 1986 | Devant le magasin Tati, 140 rue de Rennes                                                                           | Paris        | 7     | 55      | [ 9 ]  | [ l ] |
| Total             | Total | Total        | 14    | 303     |        |       |

## Procès
Pour son implication reconnue déterminante, la cour d'assises spéciale de Paris condamne Fouad Ali Saleh à la réclusion criminelle à perpétuité le 14 avril 1992, avec une période de sûreté de dix-huit ans. Hassan Aroua, le chauffeur tunisien de 38 ans, Abdelhamid Badaoui (33 ans) et Omar Agnaou (30 ans), les deux « étudiants » marocains qui ont stocké les explosifs, sont condamnés à la réclusion criminelle à perpétuité mais sans période de sûreté. Les cinq protagonistes de ces attentats, en fuite, sont condamnés par contumace le 8 octobre 1992 à la réclusion criminelle à perpétuité : il s'agit du « cerveau », Abdelhadi Hamade, de ses deux lieutenants, Ibrahim Akil et Hassan Goshn, et des deux « artificiers », Hussein Mazbouh et Haidar Habib.

## Portée et répercussions

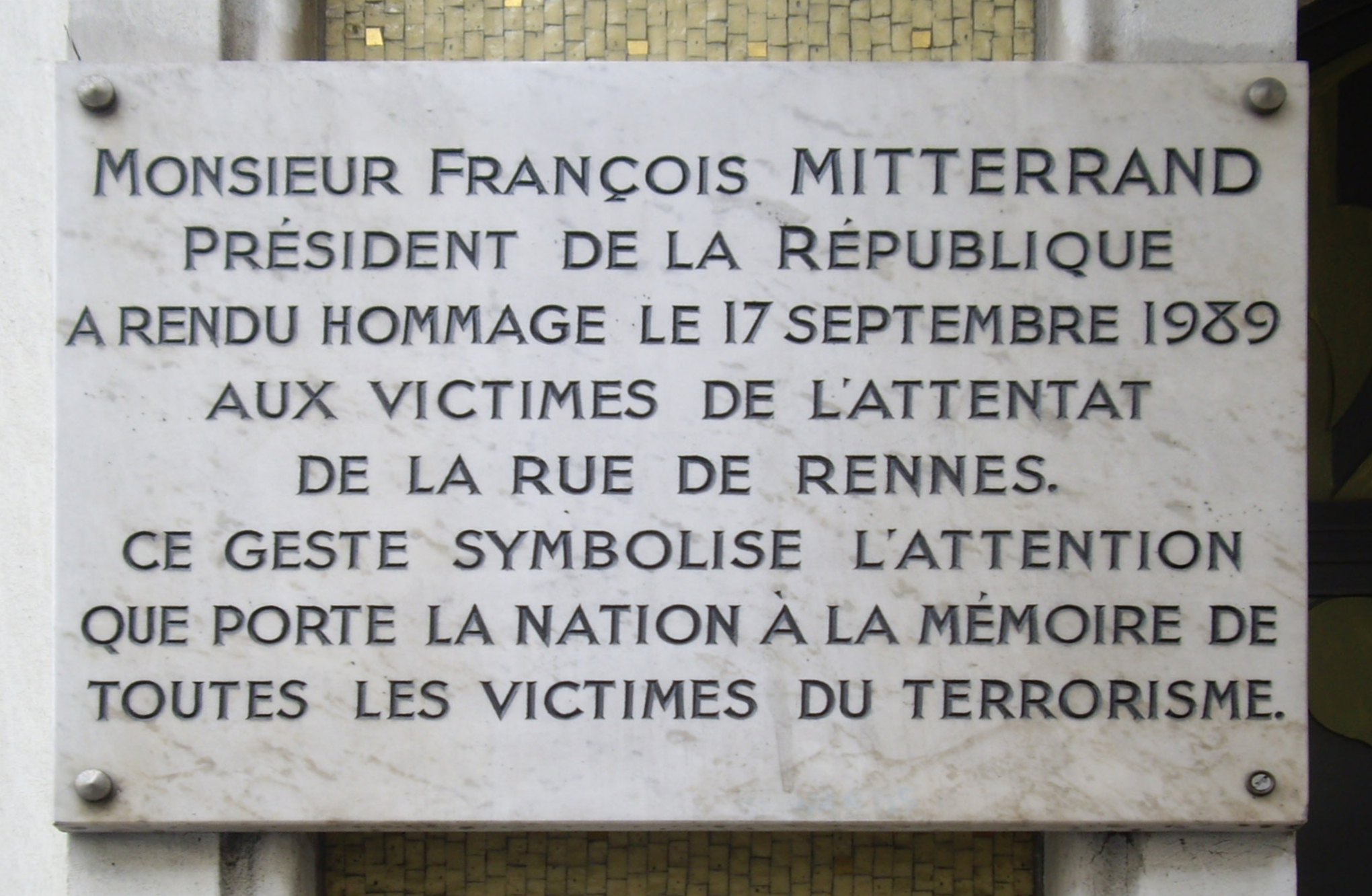
Plaque commémorative au 140 bis de la rue de Rennes à Paris.

La loi du 9 septembre 1986 relative à la lutte contre le terrorisme crée des juridictions spécialisées, ainsi que le fonds de garantie chargé de l'indemnisation des dommages corporels consécutifs à un acte de terrorisme. 
Françoise Rudetzki, qui s'est longtemps battue pour instaurer ce fonds, a été victime d'attentats antérieurs en 1983.
Les attentats de Saleh et de son groupe modifient considérablement la perception du terrorisme international au milieu des années 1980. Leur nombre (presque autant en un an que durant les quinze années précédentes), leur intensité (jusqu'à quatre attentats en trois jours, le ciblage du grand public (Champs-Élysées, tour Eiffel, Gibert Jeune, Forum des Halles, TGV, RER, magasins Tati, bureau de poste, etc.) et l'horreur sont alors inégalés. « Les services de l'État, l'Intérieur, la Justice, sont dépassés ». Trente ans plus tard, en 2015, ces attentats restent parmi les dix attaques terroristes les plus meurtrières perpétrées en France depuis 1970.
D'autre part, la mise en évidence d'un commanditaire étatique de la taille de l'Iran est un facteur aggravant, ainsi que la découverte du nombre et de la violence des attaques en cours de préparation, ainsi que l'étendue européenne des réseaux pilotés par l'Iran via le Hezbollah, jusqu'en Afrique.
Ces attentats ont un grand retentissement. Celui contre le magasin Tati, à l'époque « l'attentat le plus sanglant jamais perpétré contre des civils en France », donne lieu trois ans plus tard à une cérémonie rue de Rennes conduite par le président de la République, François Mitterrand, et le maire de Paris, Jacques Chirac. Le New York Times couvre dans un long article son jugement qu'il considère comme « un procès majeur du terrorisme » et les déclarations de Fouad Ali Saleh sont publiées dans Le Monde et Libération. En 2000, un livre de plus de 400 pages relate les circonstances de son arrestation, qui n'est obtenue qu'après plus d'un an et demi d'une enquête insoluble. En 2012 est diffusé L'Affaire Gordji : Histoire d'une cohabitation, un téléfilm qui met en scène les conséquences, au plus haut niveau de l'État, de l'implication de l'Iran intégriste dans les attentats perpétrés par Saleh. En 2018 est publié le roman J'irai tuer pour vous d'Henri Lœvenbruck, dont l'action débute pendant la vague d'attentats,.